# Bad Boy Boogiez
Bad Boy Boogiez ist eine deutsche Hard’n’Heavy- bzw. R’n’B-Gruppe, die sich aus Film- bzw. Theaterleuten zunächst als AC/DC-Coverband formierte. Ihr Name spielt auf einen berühmten Song der gecoverten Band an. International bekannt wurde Bad Boy Boogiez 2009 durch einen umfangreichen Filmauftritt bei Fatih Akın.

## Bandinfo
Bad Boy Boogiez besteht aus Hans Ludwiczak alias H.G. Blass (Gesang), Lucas Gregorowicz (Rhythmusgitarre), Arnoldo Benzini, eigentlich Arne Benzing (Bass), Jan „Jani“ Weichsel (Gitarre) und Piotr Gregorowicz (Schlagzeug). Die Bandmitglieder arbeiten ansonsten als Schauspieler, Jazzgeiger, Kameramänner, Bühnentechniker und Requisiteur. Nur „zu besonderen Anlässen“ haben sie als Bad Boy Boogiez öffentliche Auftritte.
2009 hatte die Gruppe in dem Akin-Film Soul Kitchen eine umfangreiche Rolle. Bad Boy Boogiez ist in dem Werk die Band des Kellners Lutz, die das heruntergekommene Restaurant, das dem Film seinen Namen gibt, als Probenraum benutzt. Damit trägt sie zum Aufschwung des Lokals bei, denn eine neue Art von Gästen feiert plötzlich heftigst zu der Musik ab. Da die Rechte von AC/DC-Songs für den Film nicht erworben werden konnten, wurde erstmals vermehrt eigenes Material geschrieben. In dem Film ist überdies eine „zarte La Paloma-Version“ des Gitarristen der Bad Boy Boogiez zu hören.
Die Bad Boy Boogiez sind bei dem Indie-Label Monkey Art Records unter Vertrag. Ihr erstes eigenständiges Album erschien im Dezember 2009 unter dem Bandnamen. Bild empfahl das Debüt und schrieb: „hier rockt die Band weiter im Sinne ihrer Vorbilder – entwickelt aber (…) auch einen richtig feinen Groove“. Auf dem Soundtrack-Album zum Film Soul Kitchen ist die Gruppe mit dem Track Moon Shayn vertreten.

## Diskografie
- Bad Boy Boogiez (Album, 2009)
- Soul Kitchen (Soundtrack, 2009)

## Einzelbelege
1. ↑  cooltour.com: Bad Boy Boogiez (Memento vom 15. Juni 2008 im Webarchiv archive.today)
2. ↑  babylon-kino-fuerth.de: Soul Kitchen Presseheft. (PDF) Ehemals im Original (nicht mehr online verfügbar); abgerufen am 21. August 2021. (Seite nicht mehr abrufbar. Suche in Webarchiven)
3. ↑  computerbild.de: Musikkritik Bad Boy Boogiez. Ehemals im Original (nicht mehr online verfügbar); abgerufen am 21. August 2021. (Seite nicht mehr abrufbar. Suche in Webarchiven)